# Museu da Música Portuguesa
O Museu da Música Portuguesa, localizado na Casa Verdades de Faria, no Monte Estoril, é um pequeno museu que alberga os espólios de Michel Giacometti e Fernando Lopes-Graça. Contém uma coleção de instrumentos musicais portugueses, bem como outros itens, um centro de documentação (a partir da Biblioteca Especializada de Giacometti) e é também um espaço aproveitado para recitais. O museu tem como objetivos a preservação, conservação, estudo, divulgação e valorização do Património Musical Português.

## Casa Verdades de Faria
O edifício onde está instalado o Museu da Música Portuguesa está classificado como Monumento de Interesse Público desde 2012.
Trata-se de um palacete de tendência romântica tardia, mandado construir por Jorge O’Neill, em 1918, com projecto de Raul Lino.